# Långtjärnen (Föllinge socken, Jämtland, 707935-142179)
Långtjärnen är en sjö i Krokoms kommun i Jämtland och ingår i Indalsälvens huvudavrinningsområde. Sjön har en area på 0,0946 kvadratkilometer och ligger 498,1 meter över havet.

## Delavrinningsområde
Långtjärnen ingår i det delavrinningsområde (707958-142155) som SMHI kallar för Ovan Höktjärnbäcken. Medelhöjden är 534 meter över havet och ytan är 4,15 kvadratkilometer. Räknas de 3 avrinningsområdena uppströms in blir den ackumulerade arean 26,74 kvadratkilometer. Skärvångsån (Djupvattsån) som avvattnar avrinningsområdet har biflödesordning 3, vilket innebär att vattnet flödar genom totalt 3 vattendrag innan det når havet efter 301 kilometer. Avrinningsområdet består mestadels av skog (65 procent) och sankmarker (32 procent). Avrinningsområdet har 0,09 kvadratkilometer vattenytor vilket ger det en sjöprocent på 2,3 procent.